# Liste der Schiffe der Kaiserlichen Marine

Die Reichskriegsflagge in der ab 1903 gültigen Ausführung.

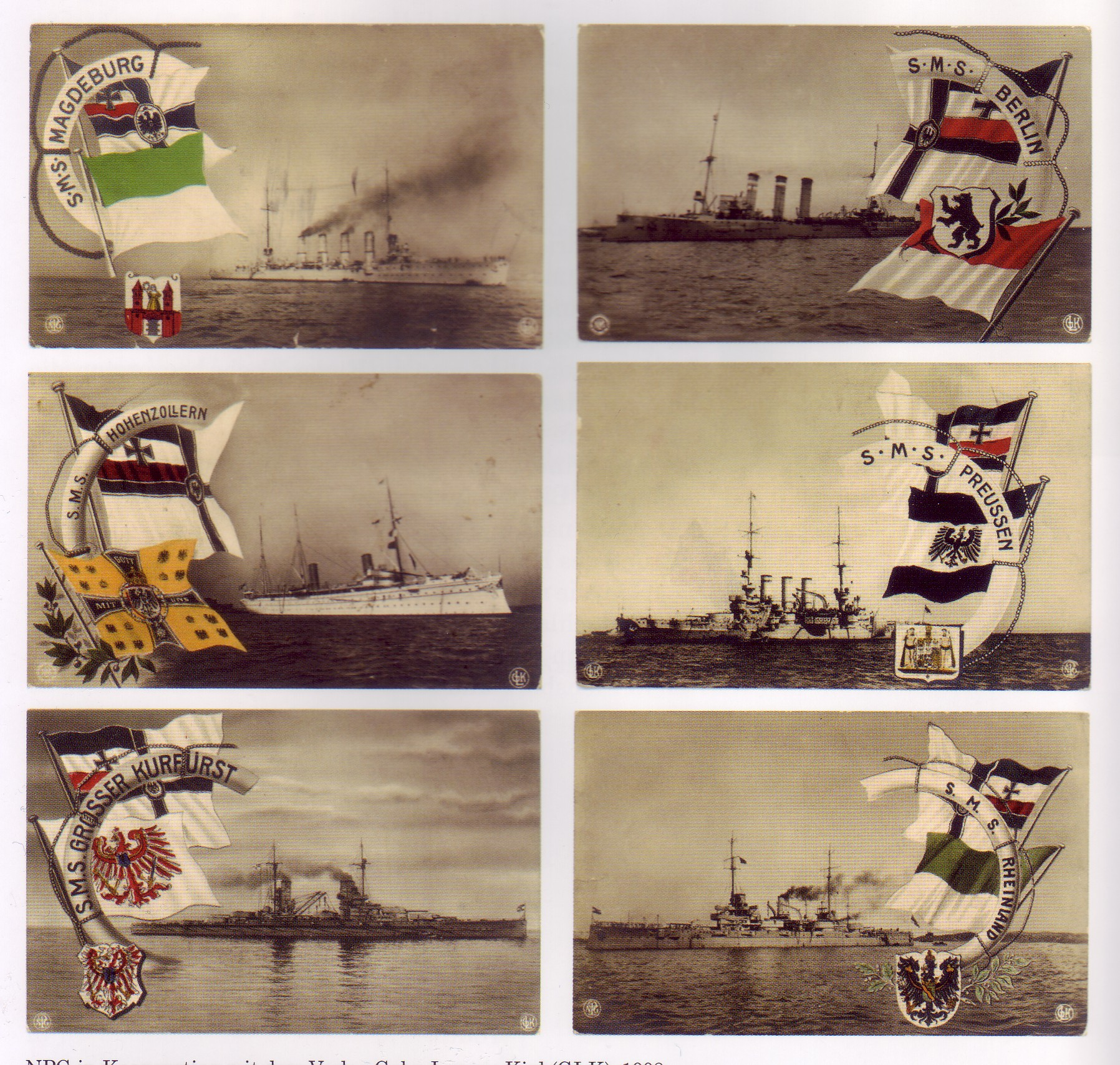
Schiffe der Kaiserlichen Marine: Magdeburg, Berlin, Hohenzollern, Preußen, Großer Kurfürst und Rheinland (Postkarten der Neuen Photographischen Gesellschaft, etwa 1910)

Die Liste der Schiffe der Kaiserlichen Marine enthält die Kriegsschiffe der deutschen Kaiserlichen Marine (1871–1918), soweit sie einen sprechenden Namen trugen. Kriegsschiffe wie U-Boote, Schiffe für den Seeminenkrieg oder Torpedoboote etc., die eine Buchstaben-/Nummern-Bezeichnung als Kennung erhielten, werden in gesonderten Listen geführt. Hilfsschiffe, die nicht über ein militärisches Kommando verfügten, finden hier keine Erwähnung.
Die Sortierung der Schiffe erfolgt alphabetisch nach den ihnen beim Stapellauf oder der Übernahme in die Marine verliehenen Namen. Spätere Namensänderungen, solange sie während der Dienstzeit in der Kaiserlichen Marine erfolgten, sind unter „Verbleib“ vermerkt. Eine mehrfache Erwähnung eines Schiffes unter verschiedenen Namen unterbleibt.
Für jedes Schiff ist der Schiffstyp angegeben. Diese Bezeichnungen änderten sich im Verlauf der Geschichte der Kaiserlichen Marine mehrfach. So wurden Ende 1884 die bis dahin als Glattdeckskorvetten bezeichneten Schiffe neu als Kreuzerkorvetten geführt, während die Gedeckten Korvetten fortan als Kreuzerfregatten bezeichnet wurden. 1893 erfolgte eine weitere Änderung, sowohl die Panzerschiffe als auch die Kreuzer wurden in jeweils vier Klassen unterteilt. Eine letzte Neuklassifizierung erfolgte 1899 im Zusammenhang mit der Verabschiedung des Ersten Flottengesetzes. Der Großteil der Panzerschiffe, mit Ausnahme der als Küstenpanzerschiffe geführten Panzerschiffe IV. Klasse, wurden neu als Linienschiffe eingeordnet. Die Kreuzer I. Klasse sowie ein Teil der Kreuzer II. Klasse und der Panzerschiffe wurden zum Typ des Großen Kreuzers zusammengefasst, die verbliebenen Kreuzer II. Klasse, die Kreuzer III. und IV. Klasse sowie die Avisos bildeten den Typ des Kleinen Kreuzers.
Die genaue Wiedergabe sämtlicher Typeinordnungen für jedes Schiff ist im Rahmen dieser Liste nicht möglich. Es finden daher die Typisierungen der Jahre 1884 und 1899 Anwendung, wobei der älteren Bezeichnung der Vorrang gegeben wird, sollte ein Schiff beide Schemata durchlaufen haben. So wurden beispielsweise die Einheiten der Sachsen-Klasse 1884 als Panzerschiffe und 1899 als Linienschiffe eingeordnet, werden in dieser Liste jedoch als Panzerschiffe bezeichnet. Lediglich für Schiffe, die bereits vor oder kurz nach der Neuordnung im Jahr 1884 außer Dienst gestellt oder in eine gesonderte Gruppe, zum Beispiel die Schulschiffe, überführt wurden, wird die alte Typenansprache verwendet. Für die in den Jahren 1893 bis 1898 gebauten Panzerschiffe und Kreuzer werden die ab 1899 gültigen Bezeichnungen verwendet. Ausnahmen hiervon bilden die Schiffe der Schwalbe- und Bussard-Klasse, die teilweise bereits vor 1893 gebaut und ursprünglich als Fahrzeug IV. Klasse bezeichnet wurden. Diese Bezeichnung findet in dieser Liste keine Verwendung, die Schiffe werden stattdessen entsprechend der Klassifizierung von 1899 als Kleine Kreuzer genannt. Auch bei den Einheiten der Albatross- und der Habicht-Klasse wird die zwischen 1884 und 1893 genutzte Bezeichnung Kreuzer nicht angewendet, da sie sowohl vor als auch nach dieser Zeitspanne als Kanonenboote klassifiziert wurden.
Weiterhin ist für jedes Schiff, soweit es sich nicht um ein übernommenes Handelsschiff handelt, die Klasse angegeben, zu der das betreffende Schiff gehört. Die Klassen sind in der Regel nach dem zuerst von Stapel gelaufenen Schiff benannt. Schiffe, die keiner Klasse zugehörig sind, werden als Einzelschiff gekennzeichnet.
Die Angabe des Indienststellungsjahres bezieht sich auf die Übernahme in die Kaiserliche Marine. Bei Schiffen, die bereits vor der Reichsgründung gebaut und in Dienst gestellt wurden, bezieht sich die Angabe auf die Übernahme in die Reichsflotte, die Preußische Marine oder die Marine des Norddeutschen Bundes. Die zivile Indienststellung von Handelsschiffen, die besonders während des Ersten Weltkrieges durch die Kaiserliche Marine beschlagnahmt und als Hilfsschiffe eingesetzt wurden, wird in dieser Liste nicht berücksichtigt.
Die Angabe der Verdrängung erfolgt in Metrischen Tonnen. Angegeben ist dabei das Gewicht des voll ausgerüsteten Schiffes. In wenigen Fällen ließ sich dieses noch nicht ermitteln; besonders bei einigen der Hilfsschiffe liegen nur Angaben in Bruttoregistertonnen vor. Da es sich dabei aber um ein Raummaß und nicht um eine Gewichtsangabe handelt, wird auf die Wiedergabe dieser Angaben verzichtet.
| Name                       | Schiffstyp                 | Schiffsklasse             | Stapellauf | Indienststellung     | Verbleib | Verdrängung (in t) | Bild |
| -------------------------- | -------------------------- | ------------------------- | ---------- | -------------------- | --- | ------------------ | ---- |
| Adeline Hugo Stinnes 3     | Flugzeugmutterschiff       |                           | 1909       | unbekannt            | An Belgien ausgeliefert, 1964 abgewrackt. | 50.000             |      |
| Adler                      | Kanonenboot                | Habicht-Klasse            | 1883       | 1884                 | 1889 vor Apia während eines Zyklons gestrandet. | 1.040              |      |
| Ägir                       | Küstenpanzerschiff         | Siegfried-Klasse          | 1895       | 1896                 | 1922 verkauft und zum Frachtschiff umgebaut, 1930 abgewrackt. | 3.752              |      |
| Albatross                  | Kanonenboot                | Albatross-Klasse          | 1871       | 1871                 | 1899 verkauft und als Leichter aufgebraucht, 1906 gestrandet. | 786                |      |
| Albatross                  | Minenkreuzer               | Nautilus-Klasse           | 1907       | 1908                 | 1915 in Schweden interniert, 1921 abgewrackt. | 2.506              |      |
| Alexandrine                | Kreuzerkorvette            | Alexandrine-Klasse        | 1885       | 1886                 | 1907 gestrichen und abgewrackt. | 2.662              |      |
| Alice Roosevelt            | Torpedoboot                |                           | 1886       | 1887                 | 1920 gestrichen, 1921 abgewrackt. | 300                |      |
| Amazone                    | Kleiner Kreuzer            | Gazelle-Klasse            | 1900       | 1901                 | 1931 gestrichen, 1954 abgewrackt. | 3.082              |      |
| Answald                    | Flugzeugmutterschiff       |                           | 1909       | 1915                 | An Großbritannien ausgeliefert, 1933 abgewrackt. | 13.200             |      |
| Arcona                     | Gedeckte Korvette          | Arcona-Klasse             | 1858       | 1859                 | 1884 gestrichen, als Zielschiff aufgebraucht. | 2.391              |      |
| Arcona                     | Kreuzerkorvette            | Alexandrine-Klasse        | 1885       | 1886                 | 1902 in Mercur umbenannt, 1906 abgewrackt. | 2.662              |      |
| Arcona                     | Kleiner Kreuzer            | Gazelle-Klasse            | 1902       | 1903                 | 1930 gestrichen, 1948/49 abgewrackt. | 3.180              |      |
| Ariadne                    | Kreuzerkorvette            | Ariadne-Klasse            | 1871       | 1873                 | 1891 gestrichen und abgewrackt. | 2.072              |      |
| Ariadne                    | Kleiner Kreuzer            | Gazelle-Klasse            | 1900       | 1901                 | 1914 während des Seegefechtes bei Helgoland versenkt. | 3.082              |      |
| Arminius                   | Panzerfahrzeug             | Einzelschiff              | 1864       | 1865                 | 1901 gestrichen, 1902 abgewrackt. | 1.829              |      |
| Augsburg                   | Kleiner Kreuzer            | Kolberg-Klasse            | 1909       | 1910                 | An Japan ausgeliefert, 1922 abgewrackt. | 4.915              |      |
| Augusta                    | Glattdeckskorvette         | Augusta-Klasse            | 1864       | 1864                 | 1885 im Golf von Aden verschollen. | 2.272              |      |
| Ausonia                    | Flugzeugträger             |                           | 1915       | nicht fertiggestellt | 1922 abgewrackt. | 12.585             |      |
| Ayesha                     | Hilfskreuzer               |                           | 1907       | 1914                 | Nach kurzer Nutzung 1914 selbstversenkt. | 97                 |      |
| Baden                      | Panzerschiff               | Sachsen-Klasse            | 1880       | 1883                 | 1910 gestrichen, 1939/40 abgewrackt. | 7.938              |      |
| Baden                      | Großlinienschiff           | Bayern-Klasse             | 1915       | 1916                 | 1919 in Scapa Flow auf Strand gesetzt, 1921 als Zielschiff versenkt. | 32.200             |      |
| Barbarossa                 | Radfregatte                | Einzelschiff              | 1840       | 1849                 | 1880 als Zielschiff versenkt, wieder gehoben und abgewrackt. | 1.313              |      |
| Basilisk                   | Kanonenboot                | Camaeleon-Klasse          | 1862       | 1863                 | 1876 gestrichen, als Prahm aufgebraucht. | 422                |      |
| Basilisk                   | Panzerkanonenboot          | Wespe-Klasse              | 1878       | 1880                 | 1910 gestrichen, 1920 abgewrackt. | 1.157              |      |
| Bayern                     | Panzerschiff               | Sachsen-Klasse            | 1878       | 1881                 | 1910 gestrichen, 1919 abgewrackt. | 7.742              |      |
| Bayern                     | Großlinienschiff           | Bayern-Klasse             | 1915       | 1916                 | 1919 in Scapa Flow selbstversenkt, 1934 gehoben, 1935 abgewrackt. | 32.200             |      |
| Beowulf                    | Küstenpanzerschiff         | Siegfried-Klasse          | 1890       | 1892                 | 1919 gestrichen, 1921 abgewrackt. | 4.225              |      |
| Berlin                     | Kleiner Kreuzer            | Bremen-Klasse             | 1903       | 1905                 | 1935 gestrichen, 1947 im Skagerrak versenkt. | 3.816              |      |
| Berlin                     | Hilfskreuzer               |                           | 1908       | 1914                 | 1914 in Trondheim interniert, an Großbritannien ausgeliefert, 1932 abgewrackt.                                                                                            | 23.700             |      |
| Biene                      | Panzerkanonenboot          | Wespe-Klasse              | 1876       | 1881                 | 1910 gestrichen, 1921 abgewrackt. | 1.157              |      |
| Bismarck                   | Kreuzerfregatte            | Bismarck-Klasse           | 1877       | 1878                 | 1891 gestrichen, bis 1918 als Wohnhulk genutzt, 1920 abgewrackt. | 3.386              |      |
| Blitz                      | Kanonenboot                | Camaeleon-Klasse          | 1862       | 1863                 | 1876 gestrichen, als Kohlenhulk aufgebraucht. | 422                |      |
| Blitz                      | Aviso                      | Blitz-Klasse              | 1882       | 1883                 | 1921 gestrichen und abgewrackt. | 1.486              |      |
| Blücher                    | Torpedoschulschiff         | Bismarck-Klasse           | 1877       | 1878                 | 1908 gestrichen, als Kohlenhulk in Vigo aufgebraucht. | 3.386              |      |
| Blücher                    | Großer Kreuzer             | Einzelschiff              | 1908       | 1909                 | 1915 im Gefecht auf der Doggerbank versenkt. | 17.500             |      |
| Brandenburg                | Linienschiff               | Brandenburg-Klasse        | 1891       | 1893                 | 1919 gestrichen, 1920 abgewrackt. | 10.670             |      |
| Braunschweig               | Linienschiff               | Braunschweig-Klasse       | 1902       | 1904                 | 1931 gestrichen, nach Verwendung als Hulk abgewrackt. | 14.394             |      |
| Bremen                     | Kleiner Kreuzer            | Bremen-Klasse             | 1903       | 1904                 | 1915 auf eine Mine gelaufen und gesunken. | 3.816              |      |
| Bremse                     | Panzerkanonenboot          | Brummer-Klasse            | 1884       | 1884                 | 1903 gestrichen, als Prahm aufgebraucht. | 929                |      |
| Bremse                     | Kleiner Kreuzer            | Brummer-Klasse            | 1916       | 1916                 | 1919 in Scapa Flow selbstversenkt, 1929 gehoben und 1932/33 abgewrackt.                                                                                                   | 5.856              |      |
| Breslau                    | Kleiner Kreuzer            | Magdeburg-Klasse          | 1911       | 1912                 | 1918 vor Imbros auf einer Mine gesunken. | 5.587              |      |
| Brummer                    | Panzerkanonenboot          | Brummer-Klasse            | 1884       | 1884                 | 1907 gestrichen, nach Verwendung als Lagerhulk 1922 abgewrackt. | 929                |      |
| Brummer                    | Kleiner Kreuzer            | Brummer-Klasse            | 1915       | 1916                 | 1919 in Scapa Flow selbstversenkt. | 5.856              |      |
| Bussard                    | Kleiner Kreuzer            | Bussard-Klasse            | 1890       | 1890                 | 1912 gestrichen, 1913 abgewrackt. | 1.868              |      |
| Camaeleon                  | Kanonenboot                | Camaeleon-Klasse          | 1860       | 1861                 | 1872 gestrichen, als Kohlenhulk aufgebraucht. | 422                |      |
| Camaeleon                  | Panzerkanonenboot          | Wespe-Klasse              | 1878       | 1880                 | 1909 gestrichen, 1910 verkauft und als Prahm aufgebraucht. | 1.157              |      |
| Cap Trafalgar              | Hilfskreuzer               |                           | 1913       | 1914                 | 1914 durch die Carmania versenkt. | 23.640             |      |
| Carmen                     | Torpedoboot                |                           | 1886       | 1887                 | 1921 gestrichen und abgewrackt. | 300                |      |
| Carola                     | Kreuzerkorvette            | Carola-Klasse             | 1880       | 1881                 | 1905 gestrichen, 1906 abgewrackt. | 2.424              |      |
| Charlotte                  | Kreuzerfregatte            | Einzelschiff              | 1885       | 1886                 | 1914 gestrichen, 1921 verkauft und als Hulk aufgebraucht. | 3.763              |      |
| Cöln                       | Kleiner Kreuzer            | Kolberg-Klasse            | 1909       | 1911                 | 1914 während des Gefechts bei Helgoland versenkt. | 4.915              |      |
| Cöln                       | Kleiner Kreuzer            | Cöln-Klasse               | 1916       | 1918                 | 1919 in Scapa Flow selbstversenkt. | 7.486              |      |
| Comet                      | Kanonenboot                | Camaeleon-Klasse          | 1860       | 1861                 | 1881 gestrichen, als Hulk aufgebraucht. | 422                |      |
| Comet                      | Aviso                      | Meteor-Klasse             | 1892       | 1893                 | 1911 gestrichen, 1921 abgewrackt. | 1.111              |      |
| Condor                     | Kleiner Kreuzer            | Bussard-Klasse            | 1892       | 1892                 | 1920 gestrichen, 1921 abgewrackt. | 1.864              |      |
| Cormoran                   | Kleiner Kreuzer            | Bussard-Klasse            | 1892       | 1893                 | 1914 in Tsingtau gesprengt. | 1.864              |      |
| Cormoran                   | Hilfskreuzer               |                           | 1909       | 1914                 | 1914 in Guam interniert, 1917 selbstversenkt. | 7.250              |      |
| Crocodill                  | Panzerkanonenboot          | Wespe-Klasse              | 1879       | 1880                 | 1911 gestrichen, nach 1918 abgewrackt. | 1.157              |      |
| Cyclop                     | Kanonenboot                | Camaeleon-Klasse          | 1860       | 1864                 | 1872 gestrichen und abgewrackt. | 422                |      |
| Cyclop                     | Kanonenboot                | Einzelschiff              | 1874       | 1875                 | 1888 gestrichen, als Hulk weiterverwendet, 1914 durch Großbritannien beschlagnahmt und abgewrackt.                                                                        | 531                |      |
| Cyclop                     | Dockschiff                 | Einzelschiff              | 1916/17    | 1918                 | 1919 an Großbritannien, 1923 abgewrackt. | 4.872              |      |
| Danzig                     | Kleiner Kreuzer            | Bremen-Klasse             | 1905       | 1907                 | 1919 gestrichen, an Großbritannien ausgeliefert, 1921–23 abgewrackt. | 3.816              |      |
| Delphin                    | Kanonenboot                | Camaeleon-Klasse          | 1860       | 1864                 | 1881 gestrichen und abgewrackt. | 422                |      |
| Delphin                    | Tender                     |                           | 1906       | 1906                 | 1926 verkauft. | 445                |      |
| Derfflinger                | Großer Kreuzer             | Derfflinger-Klasse        | 1913       | 1914                 | 1919 in Scapa Flow selbstversenkt, 1939 gehoben, 1946 abgewrackt. | 31.200             |      |
| Deutschland                | Panzerschiff               | Kaiser-Klasse             | 1874       | 1875                 | 1904 in Jupiter umbenannt, 1906 gestrichen, nach Verwendung als Zielschiff 1910 abgewrackt.                                                                               | 8.940              |      |
| Deutschland                | Linienschiff               | Deutschland-Klasse        | 1904       | 1906                 | 1920 gestrichen, bis 1922 abgewrackt. | 14.218             |      |
| Deutschland                | Hilfsminenleger            |                           | 1909       | 1914                 | Ab 1919 wieder als Trajektschiff genutzt, 1963 abgewrackt. | 4.200              |      |
| Drache                     | Kanonenboot                | Camaeleon-Klasse          | 1865       | 1869                 | 1887 gestrichen, 1888 als Zielschiff versenkt, wieder gehoben und abgewrackt.                                                                                             | 422                |      |
| Drache                     | Tender                     |                           | 1908       | 1908                 | 1945 im Königsberger Seekanal durch Bombentreffer versenkt. | 790                |      |
| Dresden                    | Kleiner Kreuzer            | Dresden-Klasse            | 1907       | 1908                 | 1915 bei der Insel Robinson Crusoe selbstversenkt. | 4.268              |      |
| Dresden                    | Kleiner Kreuzer            | Cöln-Klasse               | 1917       | 1918                 | 1919 in Scapa Flow selbstversenkt. | 7.486              |      |
| Eber                       | Kanonenboot                | Einzelschiff              | 1887       | 1887                 | 1889 vor Apia während eines Zyklons gestrandet. | 735                |      |
| Eber                       | Kanonenboot                | Iltis-Klasse              | 1903       | 1903                 | 1914 in Bahia interniert, 1917 selbstversenkt. | 1.193              |      |
| Elbing                     | Kleiner Kreuzer            | Pillau-Klasse             | 1914       | 1915                 | 1916 während der Skagerrakschlacht mit der Posen kollidiert und gesunken.                                                                                                 | 5.252              |      |
| Elisabeth                  | Gedeckte Korvette          | Arcona-Klasse             | 1868       | 1869                 | 1887 gestrichen, nach Nutzung als Wohnhulk 1904 abgewrackt. | 2.912              |      |
| Elsass                     | Linienschiff               | Braunschweig-Klasse       | 1903       | 1904                 | 1931 gestrichen, 1936 abgewrackt. | 14.394             |      |
| Emden                      | Kleiner Kreuzer            | Dresden-Klasse            | 1908       | 1909                 | 1914 nach Gefecht mit der Sydney bei den Kokosinseln auf Strand gesetzt.                                                                                                  | 4.268              |      |
| Emden                      | Kleiner Kreuzer            | Königsberg-Klasse         | 1916       | 1916                 | 1920 an Frankreich ausgeliefert, 1926 abgewrackt. | 7.125              |      |
| Falke                      | Aviso                      | Einzelschiff              | 1865       | 1870                 | 1890 gestrichen, 1892 abgewrackt. | 1.230              |      |
| Falke                      | Kleiner Kreuzer            | Bussard-Klasse            | 1891       | 1891                 | 1912 gestrichen, 1913 abgewrackt. | 1.868              |      |
| Flink                      | Torpedoboot                | Schütze-Klasse            | 1882       | 1883                 | 1891 gestrichen, 1900 abgewrackt. | 56                 |      |
| Frankfurt                  | Kleiner Kreuzer            | Wiesbaden-Klasse          | 1915       | 1915                 | 1921 bei Versuchen mit Fliegerbomben versenkt. | 6.601              |      |
| Frauenlob                  | Kleiner Kreuzer            | Gazelle-Klasse            | 1902       | 1903                 | 1916 während der Skagerrakschlacht versenkt. | 3.180              |      |
| Frauenlob                  | Kleiner Kreuzer            | Cöln-Klasse               | 1918       | nicht fertiggestellt | 1921 abgewrackt. | 7.486              |      |
| Freya                      | Kreuzerkorvette            | Ariadne-Klasse            | 1874       | 1876                 | 1896 gestrichen, 1897 abgewrackt. | 2.406              |      |
| Freya                      | Großer Kreuzer             | Victoria-Louise-Klasse    | 1897       | 1900                 | 1920 gestrichen, 1921 abgewrackt. | 6.491              |      |
| Friedrich Carl             | Panzerschiff               | Einzelschiff              | 1867       | 1867                 | 1902 in Neptun umbenannt, 1905 gestrichen und 1906 abgewrackt. | 6.932              |      |
| Friedrich Carl             | Großer Kreuzer             | Prinz-Adalbert-Klasse     | 1902       | 1903                 | 1914 vor Memel auf eine Mine gelaufen und gesunken. | 9.875              |      |
| Friedrich der Große        | Panzerschiff               | Preußen-Klasse            | 1874       | 1877                 | 1906 gestrichen, nach Verwendung als Hulk 1920 abgewrackt. | 7.718              |      |
| Friedrich der Große        | Großlinienschiff           | Kaiser-Klasse             | 1911       | 1912                 | 1919 in Scapa Flow selbstversenkt, 1937 gehoben und abgewrackt. | 27.000             |      |
| Frithjof                   | Küstenpanzerschiff         | Siegfried-Klasse          | 1891       | 1893                 | 1919 gestrichen, zum Frachter umgebaut und 1930 abgewrackt. | 3.751              |      |
| Fuchs                      | Kanonenboot                | Jäger-Klasse              | 1860       | 1860                 | 1882 gestrichen, als Prahm aufgebraucht. | 283                |      |
| Fuchs                      | Tender                     |                           | 1905       | 1906                 | 1929 abgewrackt. | 638                |      |
| Fürst Bismarck             | Großer Kreuzer             | Einzelschiff              | 1897       | 1900                 | 1919 gestrichen, 1919/20 abgewrackt. | 11.461             |      |
| Gazelle                    | Gedeckte Korvette          | Arcona-Klasse             | 1859       | 1862                 | 1884 gestrichen, nach Verwendung als Wohnhulk 1906 abgewrackt. | 2.391              |      |
| Gazelle                    | Kleiner Kreuzer            | Gazelle-Klasse            | 1898       | 1898                 | Ab 1916 als Hulk verwendet, 1920 gestrichen und abgewrackt. | 2.963              |      |
| Gefion                     | Fregatte                   | Einzelschiff              | 1843       | 1849                 | 1880 gestrichen, nach Verwendung als Kohlenhulk 1891 abgewrackt. | 1.826              |      |
| Gefion                     | Kleiner Kreuzer            | Einzelschiff              | 1893       | 1894                 | 1919 gestrichen, zum Frachter umgebaut, 1923 abgewrackt. | 4.275              |      |
| Geier                      | Kleiner Kreuzer            | Bussard-Klasse            | 1894       | 1895                 | 1914 in Honolulu interniert, 1917 durch die US Navy als Schurz übernommen, 1918 durch Dampfer Florida gerammt und gesunken.                                               | 1.918              |      |
| Geier                      | Hilfskreuzer               |                           | 1913       | 1916                 | 1917 südlich der Insel Trindade selbstversenkt. | 9.700              |      |
| Glyndwr                    | Flugzeugmutterschiff       |                           | 1904       | 1914                 | 1919 an Großbritannien ausgeliefert, 1955 abgewrackt. | 6.000              |      |
| Gneisenau                  | Kreuzerfregatte            | Bismarck-Klasse           | 1879       | 1880                 | 1900 im Sturm an der Mole von Málaga gestrandet. | 2.994              |      |
| Gneisenau                  | Großer Kreuzer             | Scharnhorst-Klasse        | 1906       | 1908                 | 1914 während des Seegefechts bei den Falklandinseln versenkt. | 12.985             |      |
| Goeben                     | Großer Kreuzer             | Moltke-Klasse             | 1911       | 1912                 | 1914 an die türkische Marine übergegangen, 1954 gestrichen, 1973/76 abgewrackt.                                                                                           | 25.400             |      |
| Graf Spee                  | Großer Kreuzer             | Mackensen-Klasse          | 1917       | nicht fertiggestellt | 1921/23 abgewrackt. | 35.300             |      |
| Graudenz                   | Kleiner Kreuzer            | Graudenz-Klasse           | 1913       | 1914                 | 1920 an Italien ausgeliefert, dort als Ancona in Dienst gestellt, 1938 abgewrackt.                                                                                        | 6.382              |      |
| Greif                      | Aviso                      | Einzelschiff              | 1886       | 1887                 | 1912 gestrichen, nach Verwendung als Hulk 1921 abgewrackt. | 2.266              |      |
| Greif                      | Hilfskreuzer               |                           | 1914       | 1916                 | 1916 nordwestlich von Bergen durch zwei britische Hilfskreuzer versenkt.                                                                                                  | 9.900              |      |
| Grille                     | Aviso                      | Einzelschiff              | 1857       | 1858                 | 1920 gestrichen und abgewrackt. | 491                |      |
| Großer Kurfürst            | Panzerschiff               | Preußen-Klasse            | 1875       | 1878                 | 1878 durch die König Wilhelm gerammt und untergegangen. | 7.718              |      |
| Großer Kurfürst            | Großlinienschiff           | König-Klasse              | 1913       | 1914                 | 1919 in Scapa Flow selbstversenkt. 1938 gehoben und abgewrackt. | 28.600             |      |
| H (ex Hermann)             | U-Boot-Falle               |                           | 1901       | 1916                 | 1916 südöstlich von Gotland versenkt. | 5.000              |      |
| Habicht                    | Kanonenboot                | Jäger-Klasse              | 1860       | 1860                 | 1877 gestrichen, als Prahm aufgebraucht. | 283                |      |
| Habicht                    | Kanonenboot                | Habicht-Klasse            | 1879       | 1880                 | 1906 gestrichen und abgewrackt. | 1.005              |      |
| Hagen                      | Küstenpanzerschiff         | Siegfried-Klasse          | 1893       | 1894                 | 1919 gestrichen und abgewrackt. | 3.741              |      |
| Hamburg                    | Kleiner Kreuzer            | Bremen-Klasse             | 1903       | 1904                 | 1931 gestrichen, nach Nutzung als Wohnschiff 1944 durch Bombentreffer versenkt, 1949 gehoben, 1956 abgewrackt.                                                            | 3.816              |      |
| Hannover                   | Linienschiff               | Deutschland-Klasse        | 1905       | 1907                 | 1936 gestrichen, 1944/46 abgewrackt. | 14.218             |      |
| Hansa                      | Panzerschiff               | Einzelschiff              | 1872       | 1875                 | 1888 gestrichen, nach Verwendung als Hulk 1906 abgewrackt. | 4.404              |      |
| Hansa                      | Großer Kreuzer             | Victoria-Louise-Klasse    | 1898       | 1899                 | 1919 gestrichen, 1920 abgewrackt. | 6.705              |      |
| Hay                        | Kanonenboot                | Jäger-Klasse              | 1860       | 1860                 | 1880 gestrichen, als Prahm aufgebraucht. | 283                |      |
| Hay                        | Kanonenboot                | Einzelschiff              | 1881       | 1882                 | 1906 gestrichen, nach Verwendung als Prahm 1919 abgewrackt. | 247                |      |
| Hay                        | Tender                     |                           | 1907       | 1907                 | 1932 gestrichen, 1945 in Wilhelmshaven versenkt. | 670                |      |
| Heimdall                   | Küstenpanzerschiff         | Siegfried-Klasse          | 1892       | 1894                 | 1919 gestrichen, 1921 abgewrackt. | 3.741              |      |
| Hela                       | Schoner                    | Hela-Klasse               | 1853       | 1854                 | 1871 gestrichen und abgewrackt. | 300                |      |
| Hela                       | Aviso                      | Einzelschiff              | 1895       | 1896                 | 1914 vom britischen U-Boot E9 vor Helgoland versenkt. | 2.082              |      |
| Helgoland                  | Großlinienschiff           | Helgoland-Klasse          | 1909       | 1911                 | 1919 gestrichen, an Großbritannien ausgeliefert, 1924 abgewrackt. | 24.700             |      |
| Hertha                     | Gedeckte Korvette          | Arcona-Klasse             | 1864       | 1865                 | 1884 gestrichen, nach Verwendung als Hulk 1902 abgewrackt. | 2.504              |      |
| Hertha                     | Großer Kreuzer             | Victoria-Louise-Klasse    | 1897       | 1898                 | 1919 gestrichen, 1920 abgewrackt. | 6.491              |      |
| Hessen                     | Linienschiff               | Braunschweig-Klasse       | 1903       | 1905                 | 1935 gestrichen, 1935/36 zum Zielschiff umgebaut, 1946 an die Sowjetunion ausgeliefert.                                                                                   | 14.394             |      |
| Hildebrand                 | Küstenpanzerschiff         | Siegfried-Klasse          | 1892       | 1893                 | 1919 gestrichen, vor der holländischen Küste gestrandet, Wrack 1933 gesprengt.                                                                                            | 3.741              |      |
| Hindenburg                 | Großer Kreuzer             | Derfflinger-Klasse        | 1915       | 1917                 | 1919 in Scapa Flow selbstversenkt, 1930 gehoben, 1931/32 abgewrackt. | 31.500             |      |
| Hohenzollern               | Kaiserliche Yacht          | Einzelschiff              | 1876       | 1880                 | 1892 in Kaiseradler umbenannt, 1909 gestrichen, 1912 abgewrackt. | 1.962              |      |
| Hohenzollern               | Kaiserliche Yacht          | Einzelschiff              | 1892       | 1893                 | 1920 gestrichen, 1923 abgewrackt. | 4.460              |      |
| Hohenzollern               | Kaiserliche Yacht          | Einzelschiff              | 1914       | nicht fertiggestellt | 1919 gestrichen, 1923 abgewrackt. | 8.094              |      |
| Hummel                     | Panzerkanonenboot          | Wespe-Klasse              | 1881       | 1892                 | 1910 gestrichen, nach Verwendung als Depotschiff 1945 in Swinemünde versenkt.                                                                                             | 1.157              |      |
| Hyäne                      | Kanonenboot                | Jäger-Klasse              | 1860       | 1860                 | 1873 gestrichen, als Zielschiff aufgebraucht. | 283                |      |
| Hyäne                      | Kanonenboot                | Wolf-Klasse               | 1878       | 1879                 | 1920 gestrichen, als Frachtschiff eingesetzt, 1924 vor Dieppe gesunken, wieder gehoben und abgewrackt.                                                                    | 570                |      |
| Iltis                      | Kanonenboot                | Wolf-Klasse               | 1878       | 1880                 | 1896 während eines Taifuns vor der Halbinsel Schangtun gestrandet. | 570                |      |
| Iltis                      | Kanonenboot                | Iltis-Klasse              | 1898       | 1898                 | 1914 in Tsingtau selbstversenkt. | 1.048              |      |
| Iltis                      | Hilfskreuzer               |                           | 1905       | 1917                 | 1917 selbstversenkt. | 10.700             |      |
| Irene                      | Kreuzerkorvette            | Irene-Klasse              | 1887       | 1888                 | 1914 gestrichen, nach Verwendung als Wohnschiff 1921 abgewrackt. | 5.027              |      |
| Jäger                      | Kanonenboot                | Jäger-Klasse              | 1860       | 1861                 | 1872 gestrichen, als Hulk aufgebraucht. | 283                |      |
| Jäger                      | Torpedoboot                | Einzelschiff              | 1883       | 1883                 | 1889 gestrichen, 1900 abgewrackt. | 140                |      |
| Jagd                       | Aviso                      | Wacht-Klasse              | 1888       | 1889                 | 1910 gestrichen, 1920 abgewrackt. | 1.499              |      |
| Jaguar                     | Kanonenboot                | Iltis-Klasse              | 1898       | 1899                 | 1914 in Tsingtau selbstversenkt. | 1.048              |      |
| K (ex Kronprinz Wilhelm)   | U-Boot-Falle               |                           | 1914       | 1915                 | 1917 zusammen mit acht Trawlern nordwestlich von Kullen versenkt. | 11.200             |      |
| Kaiser                     | Panzerschiff               | Kaiser-Klasse             | 1874       | 1875                 | 1905 in Uranus umbenannt, 1906 gestrichen, 1920 abgewrackt. | 8.940              |      |
| Kaiser                     | Großlinienschiff           | Kaiser-Klasse             | 1911       | 1912                 | 1919 in Scapa Flow selbstversenkt, 1929 gehoben und abgewrackt. | 27.000             |      |
| Kaiser Barbarossa          | Linienschiff               | Kaiser-Friedrich-Klasse   | 1900       | 1901                 | 1919 gestrichen, 1919/20 abgewrackt. | 11.785             |      |
| Kaiser Friedrich III.      | Linienschiff               | Kaiser-Friedrich-Klasse   | 1896       | 1898                 | 1919 gestrichen, 1920 abgewrackt. | 11.758             |      |
| Kaiser Karl der Große      | Linienschiff               | Kaiser-Friedrich-Klasse   | 1899       | 1902                 | 1919 gestrichen, 1920 abgewrackt. | 11.859             |      |
| Kaiser Wilhelm II.         | Linienschiff               | Kaiser-Friedrich-Klasse   | 1897       | 1900                 | 1921 gestrichen und abgewrackt. | 11.785             |      |
| Kaiser Wilhelm der Große   | Linienschiff               | Kaiser-Friedrich-Klasse   | 1899       | 1901                 | 1919 gestrichen, 1920 abgewrackt. | 11.654             |      |
| Kaiser Wilhelm der Große   | Hilfskreuzer               |                           | 1897       | 1914                 | 1914 vor Río de Oro im seichten Wasser selbstversenkt, Wrack 1952 abgebrochen.                                                                                            | 24.300             |      |
| Kaiserin                   | Großlinienschiff           | Kaiser-Klasse             | 1911       | 1913                 | 1919 in Scapa Flow selbstversenkt, 1936 gehoben und abgewrackt. | 27.000             |      |
| Kaiserin Augusta           | Großer Kreuzer             | Einzelschiff              | 1892       | 1892                 | 1919 gestrichen, 1920 abgewrackt. | 6.318              |      |
| Karlsruhe                  | Kleiner Kreuzer            | Karlsruhe-Klasse          | 1912       | 1914                 | 1914 im Atlantik explodiert und untergegangen. | 6.191              |      |
| Karlsruhe                  | Kleiner Kreuzer            | Königsberg-Klasse         | 1916       | 1916                 | 1919 in Scapa Flow selbstversenkt. | 7.125              |      |
| König                      | Großlinienschiff           | König-Klasse              | 1913       | 1914                 | 1919 in Scapa Flow selbstversenkt. | 28.600             |      |
| König Albert               | Großlinienschiff           | Kaiser-Klasse             | 1912       | 1913                 | 1919 in Scapa Flow selbstversenkt, 1935 gehoben, 1936 abgewrackt. | 27.000             |      |
| König Wilhelm              | Panzerschiff               | Einzelschiff              | 1868       | 1869                 | 1921 gestrichen und abgewrackt. | 10.761             |      |
| Königin Luise              | Hilfsminenschiff           |                           | 1913       | 1914                 | 1914 durch die Amphion versenkt. | 2.150              |      |
| Königsberg                 | Kleiner Kreuzer            | Königsberg-Klasse         | 1905       | 1907                 | 1915 im Rufiji-Delta gesprengt. | 3.814              |      |
| Königsberg                 | Kleiner Kreuzer            | Königsberg-Klasse         | 1915       | 1916                 | 1920 an Frankreich ausgeliefert, dort als Metz bis 1934 eingesetzt, 1936 abgewrackt.                                                                                      | 7.125              |      |
| Kolberg                    | Kleiner Kreuzer            | Kolberg-Klasse            | 1908       | 1910                 | 1920 an Frankreich ausgeliefert, dort als Colmar bis 1927 eingesetzt, 1929 abgewrackt.                                                                                    | 4.915              |      |
| Kronprinz                  | Panzerschiff               | Einzelschiff              | 1867       | 1867                 | 1901 gestrichen, bis 1918 als Maschinenschulschiff verwendet, 1921 abgewrackt.                                                                                            | 6.760              |      |
| Kronprinz                  | Großlinienschiff           | König-Klasse              | 1914       | 1914                 | 1919 in Scapa Flow selbstversenkt. | 28.600             |      |
| Kronprinz Wilhelm          | Hilfskreuzer               |                           | 1901       | 1914<                | 1915 in den Vereinigten Staaten interniert, 1917 beschlagnahmt und als Von Steuben eingesetzt, 1924 abgewrackt.                                                           | 24.900             |      |
| Kühn                       | Torpedoboot                | Schütze-Klasse            | 1882       | 1882                 | 1891 gestrichen, 1900 abgewrackt. | 56                 |      |
| Kurfürst Friedrich Wilhelm | Linienschiff               | Brandenburg-Klasse        | 1891       | 1894                 | 1910 an die türkische Marine verkauft, in Barbaros Hayreddin umbenannt, 1915 in den Dardanellen durch die E11 versenkt.                                                   | 10.670             |      |
| Lauting                    | Schlepper, Minenleger      | Einzelschiff              | 1906       | 1907                 | 1914 in Tsingtau selbstversenkt, von Japan gehoben und in Dienst gestellt, 1945 nach Minentreffer gesunken.                                                               | 582                |      |
| Leipzig                    | Kreuzerfregatte            | Leipzig-Klasse            | 1875       | 1877                 | 1894 gestrichen, nach Nutzung als Hulk 1921 abgewrackt. | 4.626              |      |
| Leipzig                    | Kleiner Kreuzer            | Bremen-Klasse             | 1905       | 1906                 | 1914 während des Seegefechts bei den Falklandinseln versenkt. | 3.816              |      |
| Leipzig                    | Kleiner Kreuzer            | Cöln-Klasse               | 1918       | nicht fertiggestellt | 1921 abgewrackt. | 7.486              |      |
| Leopard                    | Hilfskreuzer               |                           | 1912       | 1917                 | 1917 beim Durchbruch durch die britische Blockade nordöstlich der Färöer versenkt.                                                                                        | 9.800              |      |
| Libau                      | Blockadebrecher            |                           | 1911       | 1914                 | 1916 südlich von Irland selbstversenkt. | 3.783              |      |
| Loreley                    | Aviso                      | Einzelschiff              | 1859       | 1859                 | 1896 gestrichen und verkauft, weiterer Verbleib unbekannt. | 430                |      |
| Loreley                    | Stationsschiff             | Einzelschiff              | 1885       | 1896                 | 1918 an die Türkei verkauft, 1926 im Schwarzen Meer verschollen. | 920                |      |
| Lothringen                 | Linienschiff               | Braunschweig-Klasse       | 1904       | 1906                 | 1931 gestrichen und abgewrackt. | 14.394             |      |
| Luchs                      | Kanonenboot                | Iltis-Klasse              | 1899       | 1900                 | 1914 in Tsingtau selbstversenkt. | 1.108              |      |
| Lübeck                     | Kleiner Kreuzer            | Bremen-Klasse             | 1904       | 1905                 | 1919 an Großbritannien ausgeliefert, 1922/23 abgewrackt. | 3.816              |      |
| Lützow                     | Großer Kreuzer             | Derfflinger-Klasse        | 1913       | 1915                 | 1916 während der Skagerrakschlacht selbstversenkt. | 31.200             |      |
| Luise                      | Kreuzerkorvette            | Ariadne-Klasse            | 1872       | 1874                 | 1896 gestrichen, 1897 abgewrackt. | 2.072              |      |
| Mackensen                  | Großer Kreuzer             | Mackensen-Klasse          | 1917       | nicht fertiggestellt | 1921 abgewrackt. | 35.300             |      |
| Magdeburg                  | Kleiner Kreuzer            | Magdeburg-Klasse          | 1911       | 1912                 | 1914 vor Odensholm aufgelaufen und gesprengt. | 5.587              |      |
| Magdeburg                  | Kleiner Kreuzer            | Cöln-Klasse               | 1917       | nicht fertiggestellt | 1922 abgewrackt. | 7.486              |      |
| Mainz                      | Kleiner Kreuzer            | Kolberg-Klasse            | 1909       | 1909                 | 1914 während des Seegefechts bei Helgoland versenkt. | 4.915              |      |
| Marie                      | Kreuzerkorvette            | Carola-Klasse             | 1881       | 1883                 | 1904 gestrichen, 1909 abgewrackt. | 2.424              |      |
| Markgraf                   | Großlinienschiff           | König-Klasse              | 1913       | 1914                 | 1919 in Scapa Flow selbstversenkt. | 28.600             |      |
| Mars                       | Artillerieschulschiff      | Einzelschiff              | 1879       | 1881                 | 1914 gestrichen, 1921 abgewrackt. | 3.542              |      |
| Mecklenburg                | Linienschiff               | Wittelsbach-Klasse        | 1901       | 1903                 | 1920 gestrichen, 1921 abgewrackt. | 12.798             |      |
| Medusa                     | Glattdeckskorvette         | Nymphe-Klasse             | 1864       | 1867                 | 1881 gestrichen, nach Verwendung als Hulk 1891 abgewrackt. | 1.202              |      |
| Medusa                     | Kleiner Kreuzer            | Gazelle-Klasse            | 1900       | 1901                 | 1929 gestrichen, während des Zweiten Weltkrieges als Flakbatterie genutzt, 1948/50 abgewrackt.                                                                            | 3.082              |      |
| Meteor                     | Kanonenboot                | Camaeleon-Klasse          | 1865       | 1869                 | 1877 gestrichen, als Kohlenhulk aufgebraucht. | 422                |      |
| Meteor                     | Aviso                      | Meteor-Klasse             | 1890       | 1891                 | 1911 gestrichen, nach Verwendung als Wohnschiff 1919 abgewrackt. | 1.072              |      |
| Meteor                     | Hilfskreuzer               |                           | 1903       | 1915                 | 1915 selbstversenkt. | 3.640              |      |
| Meteor                     | Kanonenboot                | Einzelschiff              | 1915       | 1924                 | 1946 an die Sowjetunion ausgeliefert, dort als Ekvator eingesetzt. | 1.504              |      |
| Möve                       | Hilfskreuzer               |                           | 1914       | 1915                 | 1920 an Großbritannien ausgeliefert, 1945 im Sognefjord versenkt. | 9.800              |      |
| Möwe                       | Kanonenboot                | Habicht-Klasse            | 1879       | 1880                 | 1905 gestrichen, nach Nutzung als Hulk 1914 in Tsingtau selbstversenkt.                                                                                                   | 1.005              |      |
| Möwe                       | Vermessungsschiff          | Planet-Klasse             | 1906       | 1907                 | 1914 in Daressalam gesprengt. | 812                |      |
| Moltke                     | Kreuzerfregatte            | Bismarck-Klasse           | 1877       | 1878                 | 1910 gestrichen, nach Nutzung als Hulk 1920 abgewrackt. | 2.994              |      |
| Moltke                     | Großer Kreuzer             | Moltke-Klasse             | 1910       | 1911                 | 1919 in Scapa Flow selbstversenkt, 1927 gehoben, bis 1929 abgewrackt. | 25.400             |      |
| Mosel                      | Flussmonitor               | Rhein-Klasse              | 1872       | 1874                 | 1884 verkauft. | 283                |      |
| Mücke                      | Panzerkanonenboot          | Wespe-Klasse              | 1877       | 1885                 | 1911 gestrichen, 1921 abgewrackt. | 1.157              |      |
| München                    | Kleiner Kreuzer            | Bremen-Klasse             | 1904       | 1905                 | 1919 gestrichen, 1920 an Großbritannien ausgeliefert und abgewrackt. | 3.816              |      |
| Musquito                   | Brigg                      | Musquito-Klasse           | 1851       | 1862                 | 1891 gestrichen, als Hulk aufgebraucht. | 627                |      |
| Nassau                     | Großlinienschiff           | Nassau-Klasse             | 1908       | 1909                 | 1919 gestrichen, 1920 an Japan ausgeliefert und abgewrackt. | 20.535             |      |
| Natter                     | Kanonenboot                | Jäger-Klasse              | 1860       | 1864                 | 1880 gestrichen, weiterer Verbleib unbekannt. | 283                |      |
| Natter                     | Panzerkanonenboot          | Wespe-Klasse              | 1880       | 1884                 | 1911 gestrichen, 1924 abgewrackt. | 1.157              |      |
| Nautilus                   | Kanonenboot                | Albatross-Klasse          | 1871       | 1873                 | 1896 gestrichen, nach Verwendung als Hulk 1905 abgewrackt. | 786                |      |
| Nautilus                   | Minenkreuzer               | Nautilus-Klasse           | 1906       | 1907                 | 1919 gestrichen, 1921 abgewrackt. | 2.345              |      |
| Neuenfels                  | Torpedodampfer             | Einzelschiff              | 1868       | 1868                 | Verbleib unklar | 17                 |      |
| Niobe                      | Fregatte                   | Einzelschiff              | 1849       | 1862                 | 1890 gestrichen, nach Verwendung als Hulk 1919 abgewrackt. | 1.590              |      |
| Niobe                      | Kleiner Kreuzer            | Gazelle-Klasse            | 1899       | 1900                 | 1925 gestrichen, an Jugoslawien verkauft und dort als Dalmacija eingesetzt, 1941 von Italien als Cattaro übernommen, 1943 erneut deutsch, nordwestlich von Zara versenkt. | 2.953              |      |
| Nixe                       | Kreuzerkorvette            | Einzelschiff              | 1885       | 1886                 | 1911 gestrichen, nach Verwendung als Hulk 1925 zum Leichter umgebaut, 1930 abgewrackt.                                                                                    | 1.982              |      |
| Nordsee                    | Tender                     | Einzelschiff              | 1914       | 1914                 | 1947 an die Vereinigten Staaten übergeben, 1949 abgewrackt. | 859                |      |
| Notus                      | Torpedodampfer             | Einzelschiff              | 1873       | 1874                 | Nach Nutzung als Schlepper 1909 gestrichen und abgewrackt. | 308                |      |
| Nürnberg                   | Kleiner Kreuzer            | Königsberg-Klasse         | 1906       | 1908                 | 1914 während des Seegefechts bei den Falklandinseln versenkt. | 4.002              |      |
| Nürnberg                   | Kleiner Kreuzer            | Königsberg-Klasse         | 1916       | 1917                 | 1922 bei Artillerieversuchen nahe der Isle of Wight versenkt. | 7.125              |      |
| Nymphe                     | Glattdeckskorvette         | Nymphe-Klasse             | 1863       | 1863                 | 1887 gestrichen, nach Verwendung als Hulk 1891 abgewrackt. | 1.202              |      |
| Nymphe                     | Kleiner Kreuzer            | Gazelle-Klasse            | 1899       | 1900                 | 1931 gestrichen, 1932 abgewrackt. | 3.082              |      |
| Odin                       | Küstenpanzerschiff         | Siegfried-Klasse          | 1894       | 1896                 | 1919 gestrichen, 1922 zum Frachter umgebaut, 1935 abgewrackt. | 3.754              |      |
| Oldenburg                  | Panzerschiff               | Einzelschiff              | 1884       | 1886                 | 1912 gestrichen, nach Verwendung als Zielschiff 1919 abgewrackt. | 5.743              |      |
| Oldenburg                  | Großlinienschiff           | Helgoland-Klasse          | 1910       | 1912                 | 1920 an Japan ausgeliefert, 1921 abgewrackt. | 24.700             |      |
| Olga                       | Kreuzerkorvette            | Carola-Klasse             | 1880       | 1881                 | 1905 gestrichen, 1908 abgewrackt. | 2.424              |      |
| Oscar                      | Torpedodampfer             | Einzelschiff              | 1866       | 1866                 | Verbleib unklar | 17                 |      |
| Ostfriesland               | Großlinienschiff           | Helgoland-Klasse          | 1909       | 1911                 | 1920 an die Vereinigten Staaten ausgeliefert, 1921 vor Virginia Beach bei Bombentests versenkt.                                                                           | 24.700             |      |
| Oswald                     | Flugzeugmutterschiff       |                           | 1905       | 1914                 | 1919 an Großbritannien ausgeliefert, 1945 versenkt. | 7.640              |      |
| Otter                      | Kanonenboot                | Einzelschiff              | 1877       | 1878                 | 1907 gestrichen, nach Verwendung als Hulk und Prahm 1914 verkauft, 1926 abgewrackt.                                                                                       | 164                |      |
| Otter                      | Flusskanonenboot           | Einzelschiff              | 1909       | 1910                 | 1917 durch China beschlagnahmt, 1929 auf dem Sungari versenkt, 1932 gehoben und abgewrackt.                                                                               | 314                |      |
| Panther                    | Kanonenboot                | Iltis-Klasse              | 1901       | 1902                 | 1931 gestrichen und abgewrackt. | 1.193              |      |
| Pelikan                    | Minenschiff                | Einzelschiff              | 1890       | 1891                 | 1920 gestrichen, 1921 abgewrackt. | 2.424              |      |
| Pfeil                      | Kanonenboot                | Jäger-Klasse              | 1860       | 1864                 | 1872 gestrichen, als Prahm aufgebraucht. | 283                |      |
| Pfeil                      | Aviso                      | Blitz-Klasse              | 1882       | 1884                 | 1922 gestrichen und abgewrackt. | 1.486              |      |
| Pillau                     | Kleiner Kreuzer            | Pillau-Klasse             | 1913       | 1914                 | 1920 an Italien ausgeliefert, dort als Bari eingesetzt, 1943 in Livorno versenkt.                                                                                         | 5.252              |      |
| Planet                     | Vermessungsschiff          | Planet-Klasse             | 1905       | 1905                 | 1914 vor Yap selbstversenkt, 1916 gehoben und abgewrackt. | 826                |      |
| Pommerania                 | Aviso                      | Einzelschiff              | 1864       | 1870                 | 1890 gestrichen, 1892 zum Dreimast-Schoner umgebaut, in der Ostsee verschollen.                                                                                           | 460                |      |
| Pommern                    | Linienschiff               | Deutschland-Klasse        | 1905       | 1907                 | 1916 während der Skagerrakschlacht versenkt. | 14.218             |      |
| Posen                      | Großlinienschiff           | Nassau-Klasse             | 1908       | 1910                 | 1920 an Großbritannien ausgeliefert, 1922 abgewrackt. | 20.535             |      |
| Preußen                    | Panzerschiff               | Preußen-Klasse            | 1873       | 1876                 | 1903 in Saturn umbenannt, 1906 gestrichen, nach Verwendung als Hulk 1919 abgewrackt.                                                                                      | 7.718              |      |
| Preußen                    | Linienschiff               | Braunschweig-Klasse       | 1903       | 1905                 | 1929 gestrichen, 1931 abgewrackt. | 14.394             |      |
| Preußen                    | Hilfsminenleger            |                           |            | 1914                 | Nach dem Zweiten Weltkrieg an die Sowjetunion ausgeliefert, als Wohnschiff aufgebraucht.                                                                                  | 4.200              |      |
| Preußischer Adler          | Aviso                      | Einzelschiff              | 1846       | 1848 / 1863          | 1877 gestrichen, 1879 bei Torpedosprengversuchen vor Kiel-Wik versenkt.                                                                                                   | 1.430              |      |
| Prinz Adalbert             | Panzerfahrzeug             | Einzelschiff              | 1864       | 1866                 | 1878 gestrichen und abgewrackt. | 1.560              |      |
| Prinz Adalbert             | Kreuzerfregatte            | Leipzig-Klasse            | 1876       | 1877                 | 1890 gestrichen, nach Verwendung als Hulk 1907 abgewrackt. | 4.626              |      |
| Prinz Adalbert             | Großer Kreuzer             | Prinz-Adalbert-Klasse     | 1901       | 1904                 | 1915 durch das britisch U-Boot E8 versenkt. | 9.875              |      |
| Prinz Eitel Friedrich      | Hilfskreuzer               |                           | 1904       | 1914                 | 1915 in Newport News interniert, 1917 durch die Vereinigten Staaten beschlagnahmt, 1934 abgewrackt.                                                                       | 16.000             |      |
| Prinz Heinrich             | Großer Kreuzer             | Einzelschiff              | 1900       | 1902                 | 1920 gestrichen und abgewrackt. | 9.806              |      |
| Prinzeß Wilhelm            | Kreuzerkorvette            | Irene-Klasse              | 1887       | 1889                 | 1914 gestrichen, nach Verwendung als Hulk 1922 abgewrackt. | 5.027              |      |
| Prinzregent Luitpold       | Großlinienschiff           | Kaiser-Klasse             | 1912       | 1913                 | 1919 in Scapa Flow selbstversenkt, 1931 gehoben, 1932/33 abgewrackt. | 27.000             |      |
| Regensburg                 | Kleiner Kreuzer            | Graudenz-Klasse           | 1914       | 1915                 | 1920 an Frankreich ausgeliefert, dort bis 1934 als Strasbourg eingesetzt, bis 1944 in Lorient als Wohnschiff aufgebraucht.                                                | 6.382              |      |
| Renown                     | Artillerieschulschiff      | Einzelschiff              | 1857       | 1870                 | 1881 gestrichen, 1884 bis 1889 als Kasernenschiff verwendet, 1892 abgewrackt.                                                                                             | 5.692              |      |
| Restaurador                | Kanonenboot                | Einzelschiff              | 1883       | 1902                 | 1903 an die venezoelische Marine zurückgegeben. | 509                |      |
| Rhein                      | Minendampfer               | Einzelschiff              | 1867       | 1867                 | 1911 gestrichen, nach Verwendung als Hulk 1920 verkauft und als Prahm aufgebraucht.                                                                                       | 482                |      |
| Rhein                      | Flussmonitor               | Rhein-Klasse              | 1872       | 1874                 | 1884 verkauft, weiterer Verbleib unbekannt. | 283                |      |
| Rheinland                  | Großlinienschiff           | Nassau-Klasse             | 1908       | 1910                 | 1920 ausgeliefert und abgewrackt. | 20.535             |      |
| Rival                      | Torpedodampfer             | Einzelschiff              | 1874       | 1874                 | 1884 gestrichen, nach Nutzung als Schlepper 1916 abgewrackt. | 131                |      |
| Roon                       | Großer Kreuzer             | Roon-Klasse               | 1903       | 1906                 | 1920 gestrichen, 1921 abgewrackt. | 10.266             |      |
| Rostock                    | Kleiner Kreuzer            | Karlsruhe-Klasse          | 1912       | 1914                 | 1916 während der Skagerrakschlacht nach schweren Treffern gesprengt. | 6.191              |      |
| Rostock                    | Kleiner Kreuzer            | Cöln-Klasse               | 1918       | nicht fertiggestellt | 1921 abgewrackt. | 7.486              |      |
| Rover                      | Brigg                      | Musquito-Klasse           | 1853       | 1862                 | 1890 gestrichen, nach Verwendung als Prahm 1911 abgewrackt. | 627                |      |
| Sachsen                    | Panzerschiff               | Sachsen-Klasse            | 1877       | 1878                 | 1910 gestrichen, nach Verwendung als Zielhulk 1919 abgewrackt. | 7.935              |      |
| Sachsen                    | Großlinienschiff           | Bayern-Klasse             | 1916       | nicht fertiggestellt | 1921 abgewrackt. | 32.500             |      |
| Salamander                 | Kanonenboot                | Jäger-Klasse              | 1860       | 1861                 | 1878 gestrichen, als Prahm aufgebraucht. | 283                |      |
| Salamander                 | Panzerkanonenboot          | Wespe-Klasse              | 1880       | 1883                 | 1909 gestrichen, 1910 während der Überführung zur Abwrackung nahe Castricum gestrandet.                                                                                   | 1.157              |      |
| Santa Elena                | Flugzeugmutterschiff       |                           | 1907       | 1915                 | 1919 an die Vereinigten Staaten ausgeliefert, 1944 in Marseille versenkt, 1945 gehoben und abgewrackt.                                                                    | 13.900             |      |
| Schamien                   | Flusskanonenboot           | Einzelschiff              | 1899       | 1900                 | 1904 gestrichen und verkauft. | 36                 |      |
| Scharf                     | Torpedoboot                | Schütze-Klasse            | 1882       | 1882                 | 1891 gestrichen, 1900 abgewrackt. | 56                 |      |
| Scharnhorst                | Großer Kreuzer             | Scharnhorst-Klasse        | 1906       | 1907                 | 1914 während des Seegefechts bei den Falklandinseln versenkt. | 12.985             |      |
| Schlesien                  | Linienschiff               | Deutschland-Klasse        | 1906       | 1908                 | 1945 vor Swinemünde gesprengt, Wrack 1949–56 abgebrochen. | 14.218             |      |
| Schleswig-Holstein         | Linienschiff               | Deutschland-Klasse        | 1906       | 1908                 | 1944 in Gotenhafen versenkt. | 14.218             |      |
| Schneewittchen             | Torpedoboot, Stationsyacht | Einzelschiff              | 1888       | 1889                 | 1920 gestrichen, 1921 abgewrackt. | 88                 |      |
| Schütze                    | Torpedoboot                | Schütze-Klasse            | 1882       | 1882                 | 1891 gestrichen, 1900 abgewrackt. | 56                 |      |
| Schwaben                   | Linienschiff               | Wittelsbach-Klasse        | 1901       | 1904                 | 1921 gestrichen und abgewrackt. | 12.798             |      |
| Schwalbe                   | Kanonenboot                | Jäger-Klasse              | 1860       | 1864                 | 1872 gestrichen, als Prahm aufgebraucht. | 283                |      |
| Schwalbe                   | Kleiner Kreuzer            | Schwalbe-Klasse           | 1887       | 1888                 | 1919 gestrichen, 1922 abgewrackt. | 1.359              |      |
| Scorpion                   | Kanonenboot                | Jäger-Klasse              | 1860       | 1861                 | 1877 gestrichen, als Prahm aufgebraucht. | 283                |      |
| Scorpion                   | Panzerkanonenboot          | Wespe-Klasse              | 1877       | 1884                 | 1911 gestrichen, 1924 abgewrackt. | 1.157              |      |
| Seeadler                   | Kleiner Kreuzer            | Bussard-Klasse            | 1892       | 1892                 | 1917 durch eine Minenselbstentzündung vernichtet. | 1.864              |      |
| Seeadler                   | Hilfskreuzer               |                           | 1878       | 1916                 | 1917 bei Mopelia beim Ankern auf ein Riff getrieben. | 4.500              |      |
| Seydlitz                   | Großer Kreuzer             | Einzelschiff              | 1912       | 1913                 | 1919 in Scapa Flow selbstversenkt, 1928 gehoben, 1930 abgewrackt. | 28.550             |      |
| Sicher                     | Torpedoboot                | Schütze-Klasse            | 1882       | 1883                 | 1891 gestrichen, 1900 abgewrackt. | 56                 |      |
| Siegfried                  | Küstenpanzerschiff         | Siegfried-Klasse          | 1889       | 1890                 | 1919 gestrichen, 1920 abgewrackt. | 3.741              |      |
| Sleipner                   | Torpedoboot                |                           | 1899       | 1900                 | 1921 gestrichen und abgewrackt. | 440                |      |
| Sophie                     | Kreuzerkorvette            | Carola-Klasse             | 1881       | 1882                 | 1908 gestrichen, nach Nutzung als Wohnschiff 1921 abgewrackt. | 2.424              |      |
| Sperber                    | Kanonenboot                | Jäger-Klasse              | 1860       | 1864                 | 1878 gestrichen, als Prahm aufgebraucht. | 283                |      |
| Sperber                    | Kleiner Kreuzer            | Schwalbe-Klasse           | 1888       | 1889                 | 1912 gestrichen, nach Verwendung als Hulk 1922 abgewrackt. | 1.359              |      |
| Stein                      | Kreuzerfregatte            | Bismarck-Klasse           | 1879       | 1880                 | 1908 gestrichen, nach Nutzung als Hulk 1920 abgewrackt. | 2.994              |      |
| Stettin                    | Kleiner Kreuzer            | Königsberg-Klasse         | 1907       | 1907                 | 1920 an Großbritannien ausgeliefert, 1921–23 abgewrackt. | 3.822              |      |
| St. Georg                  | Torpedodampfer             | Einzelschiff              | 1861       | 1861                 | Verbleib unklar. | 17                 |      |
| Stosch                     | Kreuzerfregatte            | Bismarck-Klasse           | 1877       | 1877                 | 1907 gestrichen und abgewrackt. | 2.994              |      |
| Stralsund                  | Kleiner Kreuzer            | Magdeburg-Klasse          | 1911       | 1912                 | 1920 an Frankreich ausgeliefert und dort als Mulhouse eingesetzt, 1935 abgewrackt.                                                                                        | 5.587              |      |
| Straßburg                  | Kleiner Kreuzer            | Magdeburg-Klasse          | 1911       | 1912                 | 1920 an Italien ausgeliefert und dort als Taranto eingesetzt, 1944 durch Bombentreffer versenkt.                                                                          | 5.587              |      |
| Stuttgart                  | Kleiner Kreuzer            | Königsberg-Klasse         | 1906       | 1908                 | 1920 an Großbritannien ausgeliefert und abgewrackt. | 4.002              |      |
| Taku                       | Torpedoboot                | Einzelschiff              | 1898       | 1900                 | 1914 gestrichen, vor Tsingtau selbstversenkt. | 305                |      |
| Tapfer                     | Torpedoboot                | Schütze-Klasse            | 1882       | 1883                 | 1890 gestrichen, 1908 abgewrackt. | 56                 |      |
| Thetis                     | Fregatte                   | Einzelschiff              | 1846       | 1855                 | 1871 gestrichen, nach Verwendung als Hulk 1894 abgewrackt. | 1.882              |      |
| Thetis                     | Kleiner Kreuzer            | Gazelle-Klasse            | 1900       | 1901                 | 1929 gestrichen, 1930 abgewrackt. | 3.082              |      |
| Thüringen                  | Großlinienschiff           | Helgoland-Klasse          | 1909       | 1911                 | 1920 an Frankreich ausgeliefert, nach Verwendung als Zielschiff 1923 abgewrackt.                                                                                          | 24.700             |      |
| Tiger                      | Kanonenboot                | Jäger-Klasse              | 1860       | 1864                 | 1877 gestrichen, als Prahm aufgebraucht. | 283                |      |
| Tiger                      | Kanonenboot                | Iltis-Klasse              | 1899       | 1900                 | 1914 in Tsingtau gesprengt. | 1.108              |      |
| Triton                     | Vermessungsschiff          |                           | 1902       | 1918                 | 1921 gestrichen, anschließend für verschiedene Zwecke genutzt und 1944 gesunken.                                                                                          | 2.000              |      |
| Tsingtau                   | Flusskanonenboot           | Tsingtau-Klasse           | 1903       | 1904                 | 1917 nahe Kanton selbstversenkt. | 280                |      |
| Ulan                       | Torpedodampfer             | Einzelschiff              | 1876       | 1876                 | 1909 gestrichen, nach Verwendung als Prahm 1926 abgewrackt. | 438                |      |
| Undine                     | Brigg                      | Einzelschiff              | 1869       | 1871                 | 1884 in der Jammerbucht gestrandet. | 670                |      |
| Undine                     | Kleiner Kreuzer            | Gazelle-Klasse            | 1902       | 1904                 | 1915 durch das britische U-Boot E19 in der Ostsee versenkt. | 3.180              |      |
| Vaterland                  | Flusskanonenboot           | Tsingtau-Klasse           | 1903       | 1904                 | 1917 durch China beschlagnahmt, nach 1942 abgewrackt. | 280                |      |
| Victoria                   | Kreuzerkorvette            | Augusta-Klasse            | 1864       | 1864                 | 1891 gestrichen, 1892 abgewrackt. | 2.272              |      |
| Victoria Louise            | Großer Kreuzer             | Victoria-Louise-Klasse    | 1897       | 1899                 | 1919 gestrichen, zum Frachtschiff umgebaut, 1923 abgewrackt. | 6.491              |      |
| Victoria Luise             | Hilfskreuzer               |                           | 1900       | 1914                 | Nach wenigen Tagen wieder abgerüstet, 1925 abgewrackt. | 27.350             |      |
| Vineta                     | Gedeckte Korvette          | Arcona-Klasse             | 1863       | 1864                 | 1884 gestrichen, nach Verwendung als Hulk 1897 abgewrackt. | 2.504              |      |
| Vineta                     | Großer Kreuzer             | Victoria-Louise-Klasse    | 1897       | 1899                 | 1919 gestrichen, 1920 abgewrackt. | 6.705              |      |
| Vineta                     | Hilfskreuzer               | Einzelschiff              | 1914       | 1915                 | Nach wenigen Tagen abgerüstet, 1919 an Großbritannien ausgeliefert, 1921 zurück an Hamburg Süd, 1936 abgewrackt.                                                          | 24.500             |      |
| Viper                      | Panzerkanonenboot          | Wespe-Klasse              | 1876       | 1885                 | 1909 gestrichen, zum Kranschiff umgebaut. | 1.157              |      |
| Von der Tann               | Großer Kreuzer             | Einzelschiff              | 1909       | 1910                 | 1919 in Scapa Flow selbstversenkt, 1930/31 gehoben und abgewrackt. | 21.300             |      |
| Vorwärts                   | Torpedoboot                | Schütze-Klasse            | 1882       | 1882                 | 1891 gestrichen, 1900 abgewrackt. | 56                 |      |
| Vorwärts                   | Flusskanonenboot           | Einzelschiff              | 1899       | 1901                 | 1910 gestrichen, 1911 verkauft und als Passagierdampfer eingesetzt. | 406                |      |
| Vulkan                     | Dockschiff                 | Einzelschiff              | 1907       | 1908                 | 1919 während der Überführung nach Harwich in der Nordsee gesunken. | 2.476              |      |
| Wacht                      | Aviso                      | Wacht-Klasse              | 1887       | 1888                 | 1901 vor Rügen mit der Sachsen kollidiert und gesunken. | 1.499              |      |
| Weißenburg                 | Linienschiff               | Brandenburg-Klasse        | 1891       | 1894                 | 1910 an die türkische Marine verkauft, dort als Turgut Reis eingesetzt, nach Verwendung als Wohnschiff 1952 abgewrackt.                                                   | 10.670             |      |
| Wespe                      | Kanonenboot                | Jäger-Klasse              | 1860       | 1864                 | 1872 gestrichen, als Prahm aufgebraucht. | 283                |      |
| Wespe                      | Panzerkanonenboot          | Wespe-Klasse              | 1876       | 1876                 | 1909 gestrichen, als Prahm aufgebraucht. | 1.157              |      |
| Westfalen                  | Großlinienschiff           | Nassau-Klasse             | 1908       | 1909                 | 1920 an Großbritannien ausgeliefert, 1924 abgewrackt. | 20.535             |      |
| Wettin                     | Linienschiff               | Wittelsbach-Klasse        | 1901       | 1902                 | 1920 gestrichen, 1922 abgewrackt. | 12.798             |      |
| Wiesbaden                  | Kleiner Kreuzer            | Wiesbaden-Klasse          | 1915       | 1915                 | 1916 während der Skagerrakschlacht versenkt. | 6.601              |      |
| Wiesbaden                  | Kleiner Kreuzer            | Cöln-Klasse               | 1917       | nicht fertiggestellt | 1920 abgewrackt. | 7.486              |      |
| Wittelsbach                | Linienschiff               | Wittelsbach-Klasse        | 1900       | 1902                 | 1921 gestrichen und abgewrackt. | 12.798             |      |
| Wörth                      | Linienschiff               | Brandenburg-Klasse        | 1892       | 1893                 | 1919 gestrichen und abgewrackt. | 10.670             |      |
| Wolf                       | Kanonenboot                | Jäger-Klasse              | 1860       | 1864                 | 1875 gestrichen, 1884 bei Torpedoversuchen vor Kiel-Wik versenkt, wieder gehoben und abgewrackt.                                                                          | 283                |      |
| Wolf                       | Kanonenboot                | Wolf-Klasse               | 1878       | 1878                 | 1906 gestrichen, nach Verwendung als Reparaturschiff 1919 abgewrackt. | 570                |      |
| Wolf                       | Hilfskreuzer               |                           | 1906       | 1916                 | 1916 beim Auslaufen auf einer Sandbank festgekommen. | 12.900             |      |
| Wolf                       | Hilfskreuzer               |                           | 1913       | 1916                 | 1919 an Frankreich ausgeliefert, 1931 abgewrackt. | 11.200             |      |
| Wolja                      | Großlinienschiff           | Imperatriza-Marija-Klasse | 1914       | nicht erfolgt        | Ende 1918 durch die Weiße Armee unter Pjotr Nikolajewitsch Wrangel übernommen, 1920 in Biserta interniert, 1936 abgewrackt.                                               | 22.600             |      |
| Württemberg                | Panzerschiff               | Sachsen-Klasse            | 1878       | 1881                 | 1920 gestrichen und abgewrackt. | 7.877              |      |
| Württemberg                | Großlinienschiff           | Bayern-Klasse             | 1917       | nicht fertiggestellt | 1921 abgewrackt. | 32.200             |      |
| Yorck                      | Großer Kreuzer             | Roon-Klasse               | 1904       | 1905                 | 1914 auf der Innenjade auf eine Mine gelaufen und gesunken. | 10.266             |      |
| Zähringen                  | Linienschiff               | Wittelsbach-Klasse        | 1901       | 1902                 | 1920 gestrichen, zum Zielschiff umgebaut, 1944 vor Gotenhafen durch Bombentreffer versenkt, wieder gehoben und 1945 als Blockschiff versenkt.                             | 12.798             |      |
| Zephir                     | Torpedodampfer             | Einzelschiff              | 1874       | 1874                 | Nach Verwendung als Schlepper 1907 abgewrackt. | 131                |      |
| Zieten                     | Aviso                      | Einzelschiff              | 1876       | 1876                 | 1919 gestrichen, 1921 abgewrackt. | 1.170              |      |

## Einheiten der Kaiserlichen Marine ohne Namen
- Liste deutscher U-Boote (1906–1919)
- Liste deutscher Torpedoboote (1871–1919)
- Liste deutscher Großer Torpedoboote (1898–1919)
- Liste der Küstentorpedoboote der A-Klassen
- Liste deutscher Minensuchboote (1915–1919)